# Era Plancka
Era Plancka – pojęcie stosowane w kosmologii dla określenia fazy rozwoju wczesnego Wszechświata. Na podstawie kosmologicznego modelu rozszerzającego się Wszechświata przyjmuje się, że era ta trwała od t = 0 do t = 10-43 s. Stan Wszechświata w erze Plancka nie może być opisany za pomocą równań klasycznej ogólnej teorii względności, gdyż efekty kwantowe odgrywają wówczas zasadniczą rolę i do poprawnego opisu potrzebna jest teoria grawitacji kwantowej, której obecnie nie ma, choć do jej miana aspiruje kilka teorii, np. pętlowa grawitacja kwantowa, M-teoria, teoria strun.
Era ta wzięła swą nazwę od nazwiska niemieckiego noblisty Maxa Plancka.
Z erą Plancka związanych jest kilka parametrów opisujących stan Wszechświata w jej trakcie:
- czas Plancka 5,391×10-44 s
- długość Plancka 1,616×10-35 m
- temperatura Plancka 1,41679×1032 K
- zredukowana masa Plancka 1,2×1019 GeV/c2
- gęstość Plancka 5,15500×1096 kg/m3

Po niej nastąpiła era wielkiej unifikacji.